# Krasnozavodsk
Krasnozavodsk (russisk: Краснозаво́дск, tr. Krasnozavódsk) er en by med 14.290(2024) indbyggere, beliggende ved floden Kunja (en biflod til floden Dubna) i Moskva oblast ca. 88 km nordøst for Moskva og 15 km nord for Sergijev Posad.
Krasnozavodsk blev grundlagt i 1915 som et beboelsesområde til arbejdere i den nærtliggende industri (nuværende Krasnozavodsk kemiske fabrik som i dag er en førende producent af ammunition til haglgeværer og også producere fyrværkeri). Byen havde i den første tid intet navn. Efter 1917 blev den kaldt for Vozrozhdeniye (Возрожде́ние, "Genopvækkelse"), Zagorski (Заго́рский) – efter dens nærhed til byen Sergijev Posad som på daværende tidspunkt hed Zagorsk – og for Krasnozavodsky (Краснозаво́дский). I 1940 blev byen omdøbt til dens nuværende navn Krasnozavodsk. I 2000 blev byen Peresvet adskilt fra Krasnozavodsk.